# Jönköping University
Jönköping University (fork.: JU), tidligere Högskolan i Jönköping er ef svensk forsknings- og uddannelsesinstitution, beliggende i Småland. Jönköping University tæller i dag omkring 12.000 studerende, hvoraf 1850 er internationale studerende. Jönköping University har 80 bachelor- og master programmer, hvortil yderligere kommer ph.d. programmer.
Jönköping University er organiseret i fire skoler (School of Health and Welfare, School of Education and Communication, School of Engineering, Jönköping International Business School).
57°46′40″N 14°09′45″Ø / 57.77788889°N 14.1625°Ø